# Скрад
Скрад (хорв. Skrad) — община в Хорватии, входит в Приморско-Горанскую жупанию. Община состоит из 32 населённых пунктов. По данным 2001 года, в ней проживали 1333 человека в 520 домашних хозяйств. Общая площадь общины составляет 53,85 км².